# 伊尔森·屈曲克
伊尔森·屈曲克（土耳其語：İrsen Küçük，1940年—2019年3月10日），土耳其裔塞浦路斯人政治家，前任北賽普勒斯總理。他是塞浦路斯共和国首任副总统法泽尔·屈曲克的侄子。